# Instituto Le Rosey
El Institut Le Rosey, comúnmente conocido como Le Rosey o, simplemente, Rosey es una prestigiosa y exclusiva escuela cerca de Rolle, Suiza. 
La escuela es uno de los más antiguos internados en Suiza y se encuentra entre las instituciones educativas más prestigiosas del mundo. Fue fundada por Paul-Émile Carnal en 1880 en las propiedades del Castillo de Rosey del siglo XIV en el pueblo de Rolle, cantón de Vaud. 
La escuela también posee un campus en la estación de esquí en el pueblo de Gstaad en el cantón de Berna, donde los estudiantes, profesores y personal pasan los meses de invierno de enero a marzo. Durante la mayor parte del siglo XX, Le Rosey ha sido conocida como la Escuela de los Reyes, ya que la institución ha formado a muchos notables alumnos, entre ellos 7 monarcas.

## Historia

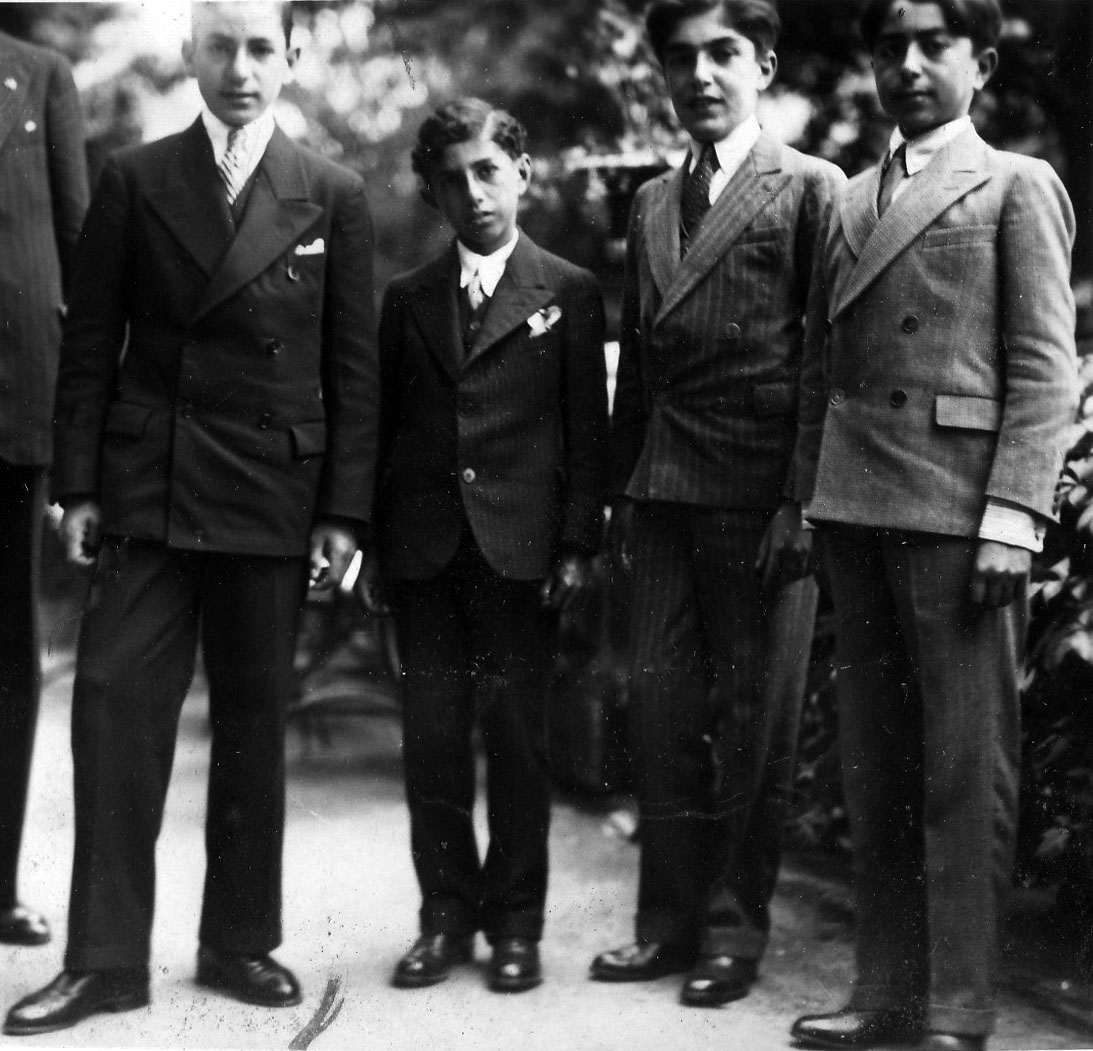
Estudiantes en la década de 1930, desde la izquierda: Mohammad Reza Pahlavi, Ali Reza, Abdolhossein Teymurtash y Hussein Fardust

El Castillo de Rosey es un castillo feudal localizado en el centro de Le Rosey, Rolle. En 1880, el lugar de Le Rosey fue elegido por el fundador de la escuela, Paul-Emile Carnal, "un amante de la naturaleza, la historia y el campo". 
La escuela Le Rosey en Rolle se encuentra junto al famoso lago de Ginebra. En 1917, la escuela comenzó a asistir en Gstaad, en el cantón de habla alemana de Berna, para los meses de invierno con el fin de alejarse de la densa niebla que se asentaba en el lago de Ginebra.
En 1937, la tercera generación de directores, Louis Johannot y Helen Schaub, asumió la propiedad de Le Rosey. Bajo los mismos propietarios, Le Rosey admitió niñas.
En los años 1950 y 1960, la mayoría de los estudiantes eran estadounidenses, italianos y griegos, en la década de 1970 llegaron árabes e iraníes, en la década de 1980 vinieron japoneses y coreanos, y en la década de 1990 llegaron rusos. Los alumnos rusos constituían un tercio de la población estudiantil en la década de 1990.

## Programa académico

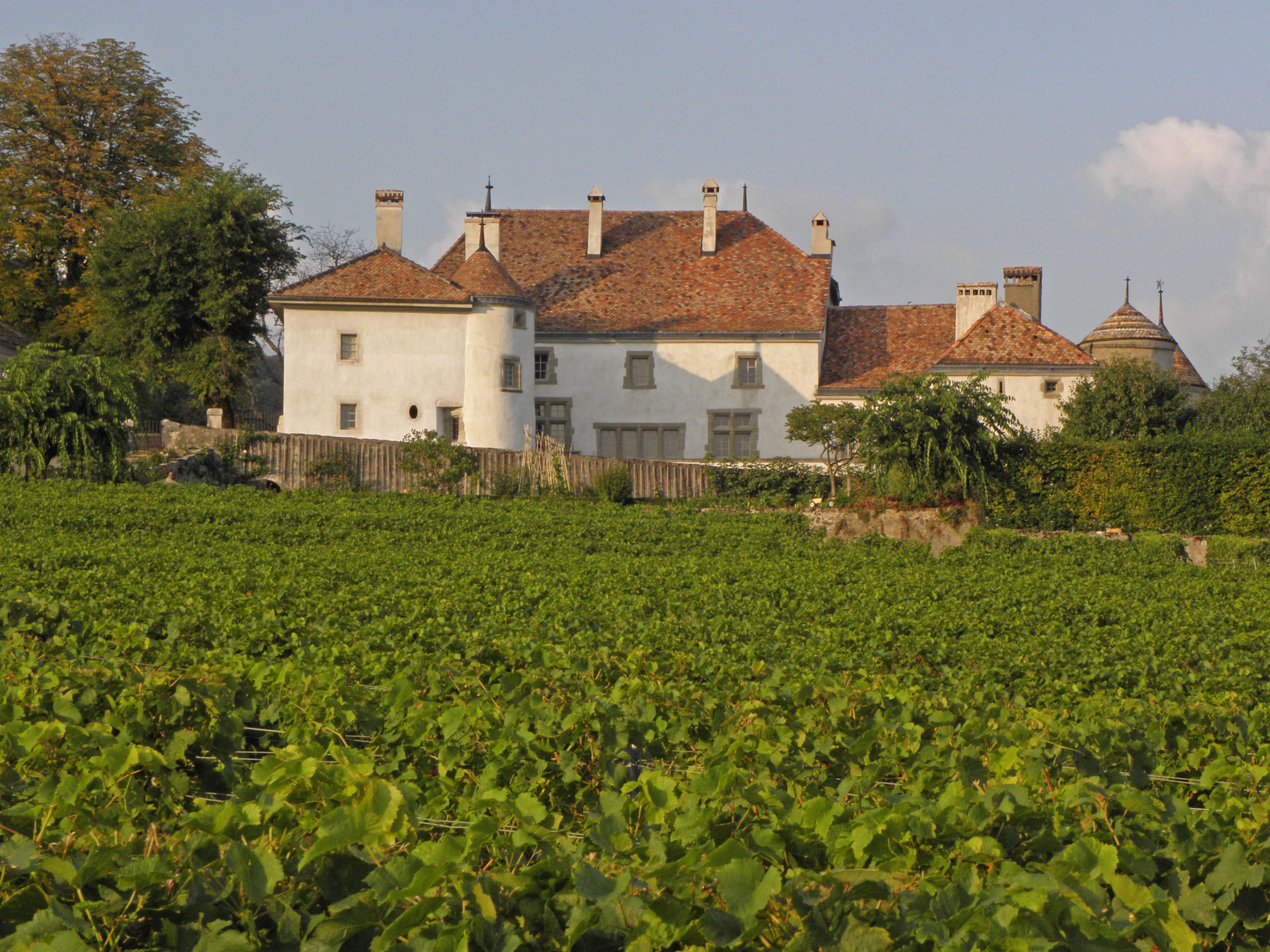
Castillo de Rosey.

El programa académico de Le Rosey está diseñado para "proporcionar una educación de amplitud, profundidad y calidad para un cuerpo estudiantil internacional". Le Rosey ofrece una rigurosa educación bilingüe y bicultural con una lengua principal de instrucción, el francés o el inglés, en función del programa académico del estudiante. A partir de la Clase 9 (3º grado en EE. UU., 4 año en el Reino Unido) y terminando la Clase 7 (5º grado en EE. UU., 6 año en el Reino Unido), los estudiantes junior en Le Rosey siguen el Programa Bilingüe de Primaria. El Programa se atiene al plan de estudios nacional francés para las clases impartidas en francés y al Currículum Nacional del Reino Unido para las clases impartidas en inglés, que son a la vez complementadas por el International Primary Curriculum para crear una educación internacional.
Los estudiantes de Le Rosey en las Clases 6-2 (6º a 10º en EE. UU., 7-11 año en el Reino Unido) eligen su idioma principal y continúan sus estudios en francés o en inglés. Si es posible, los estudiantes pueden estudiar su lengua materna y una tercera o, incluso, una cuarta lengua, además de su lengua principal de instrucción.
Durante el Programa Bilingüe de Secundaria, las clases de inglés y francés son obligatorias, y al entrar en la Clase 3 (9º en EE. UU.), los estudiantes comienzan los dos años del Programa "Pre-Bac" para preparar a los estudiantes, ya sea para el Programa del Diploma del Bachillerato Internacional (IB) o el Bachillerato Francés. En Le Rosey, el Bachillerato Internacional y el Bachillerato Francés cubren los dos últimos años de escolaridad (Clase 1 y Clase T).
Esta prestigiosa escuela cuesta alrededor de 135K dólares estadounidenses.

## Alumnos notables

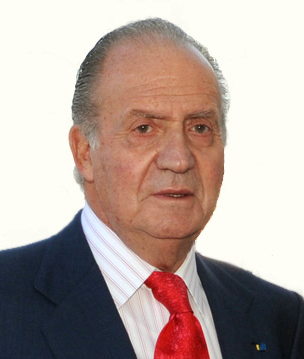
Juan Carlos I de España.

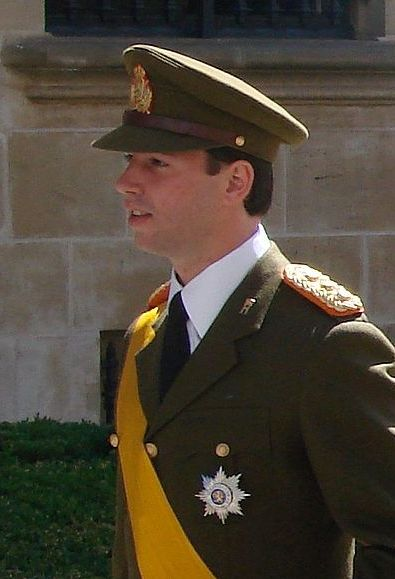
Guillermo, gran duque heredero de Luxemburgo.

La siguiente es una lista de los exalumnos de Le Rosey (Old Rosean en inglés y Anciens Roséens en francés):
- Aga Khan IV (n. 1936), Imán de los ismaelíes chiitas.
- Alberto II de Bélgica (n. 1934).
- Alejandro, príncipe heredero de Yugoslavia (n. 1945).
- Balduino I de Bélgica (1930-1993).
- Delfina de Sajonia-Coburgo (n. 1968), hija extramatrimonial de Alberto II de Bélgica.
- Francesca de Habsburgo-Lorena, aristócrata suiza
- Julian Casablancas (n. 1978), vocalista de The Strokes.
- John Casablancas (n. 1942), empresario y fundador de Elite Model Management.
- Albert Hammond, Jr. (n. 1980), músico estadounidense, guitarrista de The Strokes.
- Príncipe Eduardo, duque de Kent (n. 1935) miembro de la Familia Real Británica.
- Manuel Filiberto, príncipe de Venecia y del Piamonte (n. 1972), príncipe de la Casa de Saboya.
- Dodi Al-Fayed (1955-1997), empresario ligado a Diana de Gales. Muerto con ella en un accidente automovilístico.
- Fuad II de Egipto (n. 1952), último rey de Egipto.
- Toulo de Graffenried, barón de Graffenried (1914-2007), piloto de F1.
- Gran Duque Guillermo, heredero de Luxemburgo (n. 1981).
- Juan Carlos I de España (n. 1938).
- Sean Lennon (n. 1975), músico e hijo de John Lennon.
- Marie-Chantal, princesa heredera de Grecia (n. 1968), miembro de la familia real griega.
- Álvaro Noboa (n. 1950), abogado, empresario y político ecuatoriano.
- Max Arias-Schreiber Pezet (1923 -2004), abogado y jurista peruano.
- Mohammad Reza Pahlevi (1919-1980), último Sha de Irán.
- Reza Pahlavi I (1922-1954), hermano de Mohammad Reza Pahlevi.
- Rainiero III, príncipe de Mónaco (1923-2005)
- Conde Adam Zamoyski (n. 1949), historiador polaco.
- José Ferrer (1912-1992), actor puertorriqueño.
- Gonzalo Hevia Baillères (n.1989), empresario mexicano.

- Datos: Q627122
- Multimedia: Institut Le Rosey / Q627122